# کردوان سفلی
کُردَوان سُفلی، روستایی است از توابع بخش کاکی شهرستان دشتی در استان بوشهر جنوب ایران. همچنین کردوان سفلی به طبیعت زیبا و مردمان خون‌گرم و مهمان نواز شهرت دارد.

## جمعیت
این روستا در دهستان کبگان قرار دارد. بر اساس سرشماری سرعت ۱۳۸۵ آمار رسمی جمعیت روستا ۵۶۵ نفر (با ۱۴۲ خانوار) می‌باشد.

## موقعیت
کردوان سفلی در فاصله ۷۰ کیلومتری از مرکز شهرستان دشتی (خورموج) واقع شده‌است. این روستا، شمال رودخانه مند در منتهای جنوبی کوه مند قرار دارد و با روستاهای میته، زیارت ساحلی، اسماعیل‌محمودی، کردوان علیا و کردوان رئیسی همجوار می‌باشد.
کردوان از دیرباز از روستاهای معروف و پرآوازه به جهت ظهور شخصیت‌های علمی و ادبی بوده‌است.

## مردم‌شناسی
جمعیت این روستا ۵۰۹ نفر (طبق سرشماری ۱۳۹۵) می‌باشد که در در سال ۱۳۸۵ ۵۹۵ نفر بوده‌است. که بیشتر آنها به کشاورزی مشغول هستند عبا بافی مهم‌ترین صنعت دستی روستا است و ازاین روستا تاکنون افراد بزرگی پرورش یافته‌اند. کردوان شامل سه روستای کردوان سفلی، کردوان علیا و کردوان رئیسی می‌باشد.

### زبان و گویش
گویش دشتی:
گویش مردم کردوان گونه روستایی و سنتی گویش دشتی است.